# Cathal Crobderg Ua Conchobair
Cathal Crobderg Ua Conchobair (né vers novembre 1152  et mort le 27 mai 1224), roi de Connacht de 1189 à 1224, est le 3e souverain du Connacht Ua Conchobair après l'arrivée des Anglo-normands en Irlande, Cathal Crobderg ne parvient pas à restaurer le titre de « Haut roi » mais il assure la sécurité de son royaume face aux envahisseurs et il obtient la confirmation de ses droits par la couronne anglaise comme par la papauté. Plusieurs poèmes bardiques ont été composés en son honneur et il fait l'objet d'obituaires élogieux dans les Chroniques d'Irlande.

## Origine
Cathal Crobderg ou Croibhdhearg est un fils de Toirdelbach Ua Conchobair. il ne semble pas né de l'une des multiples épouses du roi mais d'une concubine Gearrogingen hUí Mugroin selon une tradition reprise par le Leabhar Donn du XVe siècle.
D'après son obituaire Cathal Croibhdhearg est né à Ballinchalla sur le Lough Mask dans le comté de Mayo et il est âgé de 3 ans et demi lors de la mort de son père ce qui place sa naissance en novembre 1152.
Cependant son exil chez un laboureur au Leinster et la sorcellerie qui serait la cause de sa tache de naissance rouge sur une main, semble être une construction littéraire postérieure. Cathal est élevé en fosterage par Tadhg Ua Concheanáinn des Uí Diarmada, un des chefs des septs du Síl Muiredaig qui participent traditionnellement à l'intronisation des rois de Connacht et font partie du premier cercle de la noblesse.

## Crise de succession au Connacht
En 1183, Ruaidri Ua Conchobair est déposé par son fils Conchobar Maenmaige qui se proclame roi. Six ans après, Conchobar Maenmaige est assassiné en 1189 par ses propres officiers à l'instigation d'un rival probablement son frère nommé Conchobar des Uí Diarmada.Son fils Cathal Carrach venge immédiatement sa mort en tuant son meurtrier et s'empare du royaume.C'est à ce moment que Cathal Crobderg se proclame également roi de Connacht. Les deux prétendants s'engagent dans un conflit acharné. la situation devient d'autant plus inextricable que Ruaidri Ua Conchobair avec l'appui du Sil Muiredaig, tente de resaissir le royaume en 1191, que d'autres membres de la famille royale interviennent comme le fils de Brian de Breifne fils de Toirdelbach qui est mis à mort par Cathal Carrach  et que les deux partis font appel aux Anglo-Normands.
En effet après que le prince Jean, seigneur d'Irlande depuis 1177, accorde en 1195 le Connacht en fief à Guillaume de Bourg, Cathal Crodberg brûle les châteaux du comté de Tipperary où Guillaume s'était établi. La même année, il fait preuve de sa grande compréhension de la société féodale Anglo-Normande sans doute acquise aux contacts des mercenaires qu'il emploie et à son sens politique.
Exploitant la jalousie suscitée par cette investiture, il fait la paix avec Walter de Lacy et John de Courcy à Athlone. Il semble également avoir concédé comme fief le canton de Maonmhagh à Gilbert de Angulo, contre un service armé. Toutefois ses attaques des établissements anglo-normands le long et au-delà du Shannon en 1199–1200 restent dans la tradition des raids irlandais de capture de bétail .
Les deux concurrents au titre de roi, s'accordent temporairement en 1199 et Cathal Crobderg reçoit des domaines au Connacht jusqu'à ce que Cathal Carrach allié à Guillaume de Bourg, chasse son oncle en 1201. L'année suivante en 1202, Cathal Crobderg et ses alliés anglo-normands John de Courcy et Hugues de Lacy avec les « étrangers de Mide » pénètrent jusqu'à Cell-mic-Duach mais ils sont défaits par  Cathal Carrach et les « Hommes du  Connacht ». La même année, Toirrdhealbach, fils de Ruaidhri, fils de Toirrdhealbach Ua Conchubhair, est capturé pour le compte de Cathal Crobderg par Donnchadh Ua Dubda, roi de Ui-Amhalgaidh et Conchubhar Ua Eadhra le Bègue, roi de la Luighni de Connacht, Diarmaid, fils de Ruaidhri Ua Conchobhair, son frère, et Diarmait fils de Magnus son neveu. Cathal Carrach est finalement tué lors d'un combat à Corr Sliaib dans les Monts Curlew en 1202.

## Roi de Connacht
Dès le commencement de son règne effectif, une série d'échecs militaires incite Cathal Crobderg à rechercher l'investiture de la couronne anglaise. C'est en acheminant du bétail dans le Westmeath il avait perdu le  contrôle de son royaume en 1200 lors d'une attaque de Bourg l'allié de Cathal Carrach. Après son retour d'un bref exil dans le nord de l'Irlande en 1201, ses alliés irlandais  lui font défaut, Cathal Carrach défait ses alliés anglo-normands et il est emprisonné à Meath à titre de garantie pour les soldes dues aux anglo-normands. Il ne réussit à vaincre son rival en 1202 qu'en faisant une brève alliance avec de Bourg, car il est probablement à l'origine du massacre des troupes de Guillaume en Connacht plus tard cette année-là. Toutefois, il n'avait offert aucune résistance aux attaques de de Bourg en 1203 et c'est finalement le roi Jean sans Terre qui arrête la conquête du Connacht car il voulait édifier un château royal à Athlone sur le Shannon. En 1205, lors des négociations entre les deux rois, Cathal Crobderg accepte de détenir un tiers du Connacht en baronnie, fief de la couronne et le reste contre hommage. En 1207 le roi Jean Ier lui délivre une charte en ce sens.
Cathal Crobderg tente de faire la synthèse entre les coutumes successorales irlandaise et le droit de primogéniture anglo-normand en instituant son fils Áed († 1228) comme corégent et héritier. Toutefois, il offense le roi Jean en 1210 quand, après l'avoir assisté contre les de Lacy, il lui rend visite sans Áed, craignant pour sa sécurité alors que le roi avait offert de faire bénéficier Áed de sa propre charte d'investiture. Jean sans Terre qui avait édifié le château d'Athlone prend des otages et Cathal, après une grave maladie, fait amende honorable et après avoir effectué un bon service armé il passe Noël avec le Justicier, John de Gray. 
Le 13 septembre 1215, le roi Jean Ier donne le Connacht en fief à la fois pour Cathal Ua Conchobair et à Richard de Bourg l'héritier de sa famille, avertissant Cathal que son investiture royale dépendait de ses bons et loyaux services et lui assurant la possibilité si nécessaire de bénéficier d'un jugement de la cour du roi. Lorsque Richard tente d'obtenir la saisine du fief pendant la minorité de Henri III d'Angleterre, Cathal Ua Conchobair fait appel à son oncle Hubert de Bourg, le Justiciar du royaume d'Angleterre, mais quand Walter de Lacy construit le château Athleague sur le Shannon en 1221, Cathal le détruit après avoir permis à la garnison de quitter préalablement les lieux. 
Cependant, malgré une attaque perpétrée par les « Hommes du Connacht » en 1223, Cathal Ua Conchobair continue de bénéficier de la protection royale, peut-être parce que l'expansion des de Lacy en Breifne n'a reçu l'autorisation du gouvernement anglais. En 1224, le Justicier d'Irlande, garant de sa fidélité, appuie sa requête pour qu'Áed bénéficie de sa propre charte d'investiture pour le Connacht ainsi que des terres Breifne prises par le rebelle William de Lacy. La régence n'accorde pas l'investiture permanente mais concède les domaines du Breifne à Aed.
La papauté reconnait également les droits royaux Cathal Ua Conchobair, car il a accepté l'autorité anglaise sur la  seigneurie d'Irlande. En 1200-1201, Innocent III les lui confirme, en lui recommandant de ne pas en abuser, sa prérogative de sanctionner les élections ecclésiastiques au sein de son royaume. Cependant, la relation de Cathal avec Félix Ua Ruanada, élu archevêque de Tuam, avec l'appui du Légat du pape en 1202, semble avoir été difficile. 
En 1213, Félix Ua Ruanada, dont la réforme du diocèse est controversée, est maintenu par le Justicier d'Irlande après une  période d'exil, et en 1216, le pape reproche à Cathal Ua Conchobhair de ne pas apporté son soutien à l'archevêque dans la mise en œuvre des décrets du Concile de Latran, visant à supprimer la succession héréditaire des sièges et à permettre des élections libres. l'attitude de Cathal lors de l'emprisonnement de Félix à son retour de Rome n'est pas claire, mais en 1220-1221 le pape Honorius III  accorde sa protection Cathal et Aed pour eux-mêmes et leur royaume. Les obituaires de Cathal indiquent que c'est à son époque que les dîmes ont été perçus en Irlande pour la première fois.
Cathal Crobberg Ua Conchobhair meurt le 27 mai 1224. Il est inhumé dans l'abbaye cistercienne de Knockmoy, qu'il a fondée dans le comté de Galway, en 1190. Les Annales de Clonmacnoise indiquent qu'il meurt à Briole, dans le comté de Roscommon, d'autres sources précisent qu'il meurt sous l'habit de moine à Abbeyknockmoy. Ses autres fondations religieuses sont le couvent de Bénédictins de Kilcreevanty (vers 1200) et l'abbaye de Chanoines réguliers de saint Augustin de Ballintubber, dans le comté de Mayo (en 1216) qui fonctionne encore de nos jours. Les poètes indiquent que  Rathcroghan, dans le comté de Roscommon, était sa résidence royale traditionnelle et le siège de son autorité. Les Annales de Connacht lui dressent un magnifique et élogieux obituaire dans lequel il est décrit comme « généreux aimant la paix, pieux, pure et modèle de roi chrétien celtique ». Son règne sauf pendant la période 1200-1203 est une période de stabilité exceptionnelle malgré les difficultés internes qu'il a rencontrées avec ses rois vassaux. Après la mort de Cathal, son fils ainé Áed († 1228) utilise dans le titre de « Dei gratia rex Connactie », pendant que l'effigie de son cadet Feidhlimidh († 1265) dans le couvent dominicains de Roscommon porte une couronne et un sceptre avec des fleurs-de-lys.

## Union et postérité
Cathal Ua Conchobair épouse Mór († 1217/18), fille de  Domnall Mór Ua Briain, roi de Thomond. Deux de leurs fils deviennent roi de Connacht:
- Áed (roi. 1224 † 1228)
- Fedlimid (roi. 1230–31 et 1233–† 1265);
- Lasairfhiona († 1282) épouse de Domhnall Mór Ó Domhnaill, roi de Tír Conaill
- Taghd († 1205),
- Toirdhealbhach († 1214), un otage chez les Anglo-Normands,
- Sadhbh († 1266),
- Ruaidrí, qui nomme Feidhlimidh « son frère » et Félix Ó Ruadhain, archevêque de Tuam, « son oncle » dans une charte vers 1230.

La mort de Cathal Croibhdhearg Ó Conchobhair marque un tournant dans l'histoire du Connacht. Une rébellion contre Aodh en 1225 est matée avec l'assistance des Anglo-Normands, ce qui ravive leurs appétits sur le Connacht qui semble désormais affaibli. Après la conquête de 1235–1236, Feidhlimidh ne tient plus du bon plaisir d'Henri III d'Angleterre que cinq cantreds soit un sixième de son ancien royaume du Connacht. La lignée de Cathal par la descendance de son fils Aodh continue mais se divise en deux branches rivales en 1384 ; les Ua Conchobhair Donn et le Ua Conchobhair Ruadh, en 1384. La dernière survit jusqu'à ce jour mais le titre de « Roi du Connacht » n'est plus utilisé après 1474.

## Généalogie
- Rí. = roi de Connacht

```
  
Toirdelbach
, roi de Connacht & 
Ard Rí na hÉireann
, 1088 † 1156
   |
   |_____________________________________________________________________________
   |                                              |
   |                                              |
  
Ruaidrí
, Ard Rí na hÉireann, V.1115† 1198.  
Cathal Crobderg
, 1152 † 1224 
                                                 =Mor Muman Ní Briain, † 1218
                                                  |
    ______________________________________________|___________________________
    |                                                                         |
    |                                                                         | 
   
Áed
, Rí. Conn. 1224-28.                
Fedlimid
, Rí. Conn 1230-31; 1233-65. † 1265.
    |                                                                         |
    |________________________________                               __________|___________
    |            |                  |                               |                    |
    |            |                  |                               |                    | (?)
    Cathal Dall  Ruaidrí       
Toirrdelbach
, Rí. 1249-50.          
Áed
, Rí. 1265-74.  Áed Muimnech, Rí. 1274-80.
    |            |  † 1274          |  † 1266
    |            |                  |
   
Áed
,      
Éoghan
, Rí. 1274  
Tadg Ruad
, Rí. 1274-8.
  Rí. 1274.      |
    _____________|___________________
    |                               |
    |                               |
    Donnchad                      
Áed
, Rí. 1293-1309.
    |  † 1282                       |
    |                               |__________________________________________________      
   
 Ruaidrí na Fed
                  |                                |                |
   Rí. 1316; † 1321.                |                                |                |
                                    
Fedlimid
, Rí.1310-15   Cathal na bhFeadh   
Toirredlbach
, Rí 1317-18;24-42;43-45.
                                    |       † 1316                  †  1361.          | † 1345
                                    |                                                 |
  
                          Ua Conchubhair Ruadh                                Ua Conchubhair Donn
```

## Sources
- (en) Francis J.Byrne, Irish Kings and High-Kings, Courts Press History Classics Dublin (2001)  (ISBN 1 851 82 196 1)
- (en) Helen Perros (Walton) « Ó Conchobhair, Cathal [Cathal O'Connor, Cathal Croibhdhearg] (1152–1224) », Oxford Dictionary of National Biography, Oxford University Press, 2004.
- (en) T.W Moody, F.X. Martin, F.J. Byrne A New History of Ireland IX Maps, Genealogies, Lists. A companion to Irish History part II . Oxford University Press réédition 2011  (ISBN 9780199593064).
- (en) Sean Dufy « John and Ireland: the origins of England's Irish problem » dans King John, new interpretations édité par S.D. Church Woodbridge, Boydell Press, 1999, p. 221-245.  (ISBN 9780851157368).